# 薩拉斯皮爾斯

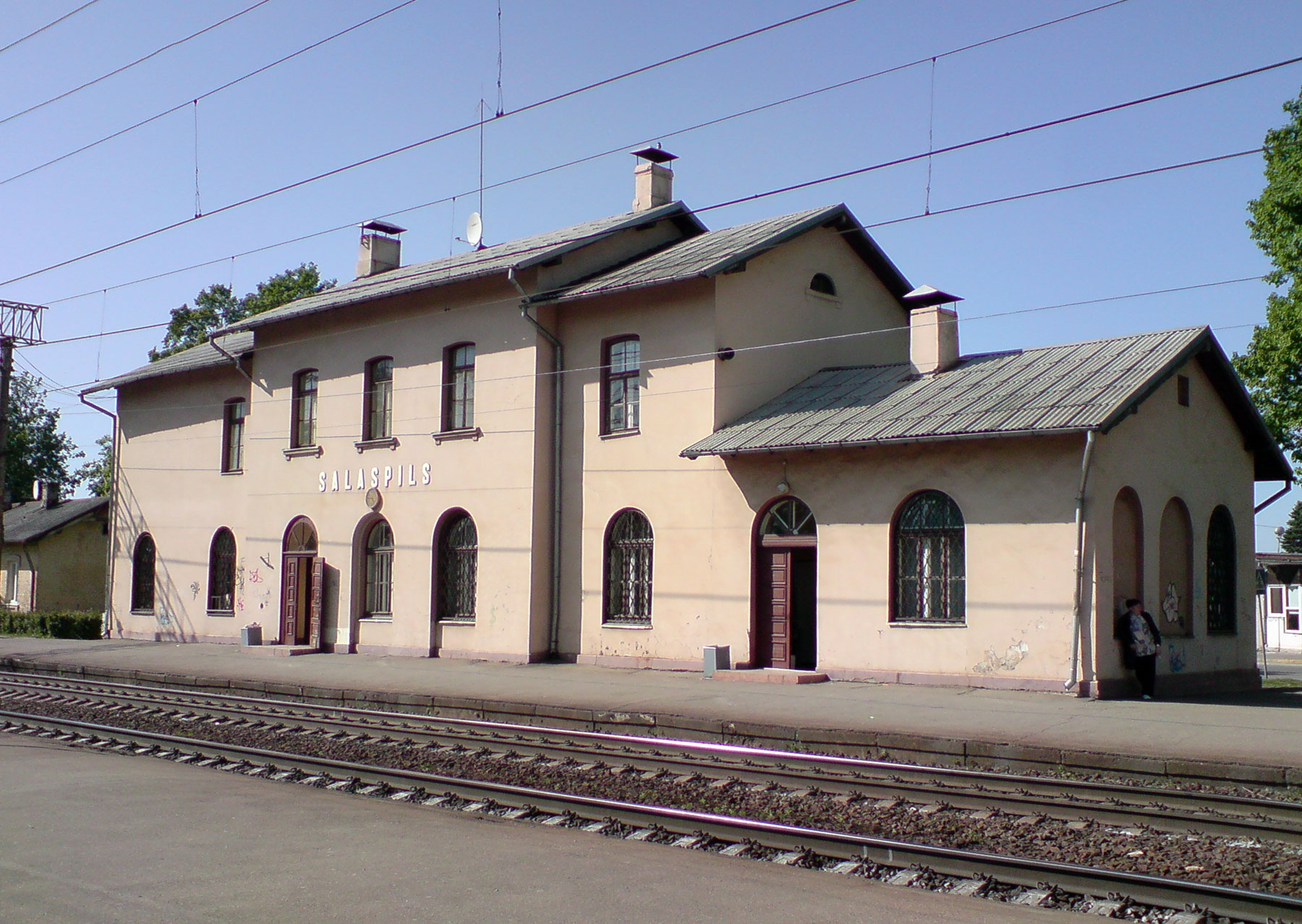
薩拉斯皮爾斯火车站

薩拉斯皮爾斯是拉脫維亞薩拉斯皮爾斯市鎮内的城鎮，位於該國中部道加瓦河北岸，距離首都里加18公里，始建於1186年，海拔高度20米，面積12平方公里，2012年人口18,039。